# Riccione
Riccione (romanyol nyelven Arzö vagy Arciôn) település Olaszországban, Emilia-Romagna régióban, Rimini megyében. Lakosainak száma 34 400 fő (2023. január 1.). Riccione Coriano, Misano Adriatico és Rimini községekkel határos.

## Népesség
A település lakossága az elmúlt években az alábbi módon változott:
| Lakosok száma | 34 965 | 35 003 | 34 400 |
|               | 2017   | 2018   | 2023   |

## Híres szülöttjei
- Paolo Conti (1950–) válogatott labdarúgó